# III Sínode de Sevilla
El III Sínode de Sevilla fou una reunió de bisbes de la província de la Bètica al Regne de Toledo, l'any 634.
La seva existència és coneguda gràcies a una carta de Brauli, Bisbe de Saragossa, en la qual sol·licitava (primer al rei i després al Bisbe de Sevilla, Isidor) còpies de les actes.